# Clematis nagaensis
Clematis nagaensis är en ranunkelväxtart som beskrevs av Wen Tsai Wang. Clematis nagaensis ingår i släktet klematisar, och familjen ranunkelväxter. Inga underarter finns listade i Catalogue of Life.